# Lauren Shuler Donner

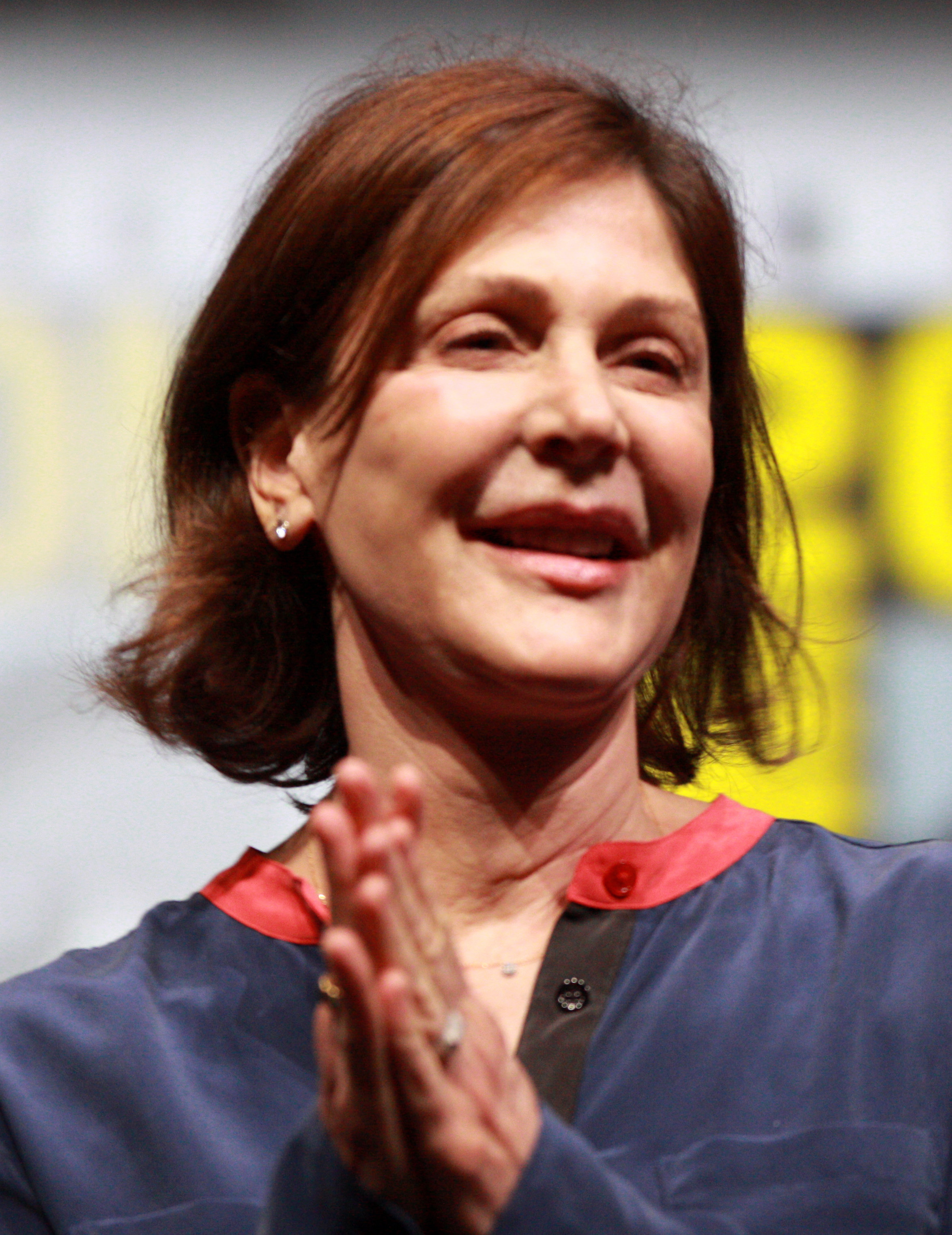
Lauren Shuler Donner (2013)

Lauren Diane Shuler Donner (* 23. Juni 1949 in Cleveland, Ohio) ist eine US-amerikanische Filmproduzentin. Sie ist seit dem Jahr 2000 die Stammproduzentin der X-Men-Filmreihe.

## Leben
Shuler Donner war seit 1985 mit Regisseur Richard Donner verheiratet. Gemeinsam mit ihrem Mann war sie Eigentümerin der Produktionsfirma The Donners' Company, welche früher auch unter den Namen Donner/Shuler-Donner Productions sowie DOSHUDO Productions auftrat. Richard Donner verstarb im Juli 2021.
In den Filmen Brennpunkt L.A. – Die Profis sind zurück und Maverick – Den Colt am Gürtel, ein As im Ärmel, beide mit Mel Gibson in der Hauptrolle, und ihrem Ehemann als Regisseur, hatte Lauren Shuler Donner kleine Nebenrollen.

## Filmografie (Auswahl)
Produzentin
- 1983: Mr. Mom
- 1985: Der Tag des Falken (Ladyhawke)
- 1985: St. Elmo’s Fire – Die Leidenschaft brennt tief (St. Elmo’s Fire)
- 1986: Pretty in Pink
- 1989: Das Bankentrio (Three Fugitives)
- 1992: Flug ins Abenteuer (Radio Flyer)
- 1993: Dave
- 1993: Free Willy – Ruf der Freiheit (Free Willy)
- 1994: The Favor – Hilfe, meine Frau ist verliebt! (The Favor)
- 1995: Free Willy 2 – Freiheit in Gefahr (Free Willy 2: The Adventure Home)
- 1998: E-m@il für Dich (You've Got Mail)
- 1999: An jedem verdammten Sonntag (Any Given Sunday)
- 2000: X-Men
- 2003: X-Men 2
- 2003: Timeline
- 2005: Constantine
- 2006: She’s the Man – Voll mein Typ! (She's the Man)
- 2006: X-Men: Der letzte Widerstand (X-Men: The Last Stand)
- 2006: Oh je, du fröhliche (Unaccompanied Minors)
- 2008: Die Bienenhüterin (The Secret Life of Bees)
- 2009: Das Hundehotel (Hotel for Dogs)
- 2009: X-Men Origins: Wolverine
- 2009: Mitternachtszirkus – Willkommen in der Welt der Vampire (Cirque du Freak: The Vampire’s Assistant)
- 2011: X-Men: Erste Entscheidung (X-Men: First Class)
- 2013: Wolverine: Weg des Kriegers (The Wolverine)
- 2014: X-Men: Zukunft ist Vergangenheit (X-Men: Days of Future Past)
- 2016: Deadpool
- 2016: X-Men: Apocalypse
- 2017: Logan – The Wolverine (Logan)
- 2018: Deadpool 2
- 2019: X-Men: Dark Phoenix
- 2020: The New Mutants
- 2024: Deadpool & Wolverine

Executive Producer
- 1987: Cameo by Night (Fernsehfilm)
- 1994: Free Willy (Fernsehserie, 21 Episoden)
- 1995: Assassins – Die Killer (Assassins)
- 1997: Volcano
- 1997: Free Willy 3 – Die Rettung (Free Willy 3: The Rescue)
- 1998: Bulworth
- 2001: Eis kalt (Out Cold)
- 2003: Voll verheiratet (Just Married)
- 2008: Semi-Pro
- 2013: Laughs Unlimited (Fernsehfilm)
- 2017–2019: Legion (Fernsehserie)

## Auszeichnung
- 1999: Golden Satellite Award für E-m@il für Dich